# Polní hejtman
Polní hejtman (německy Feldhauptmann, v množném čísle Feldhauptleute, v doslovném překladu „polní kapitán“) je historická vojenská hodnost v evropském vojenství. Existovala především v době lancknechtů a žoldnéřů, kteří veleli tzv. Fähnlein, jednotce velikosti praporu. 
Velitel pluku, který velel svému vlastnímu Fähnlein, byl označen jako Obristfeldhauptmann („starší polní kapitán“), služebně nejstarší z Feldhauptleute v pluku. V běžné mluvě se zkracoval na Obrist, což je ekvivalent „plukovníka“ (podobně z hodnosti Generalobrist vznikla hodnost generála)
Georg von Frundsberg, později také Jan Tilly a Albrecht z Valdštejna, byli svými současníky často označováni jako Feldhauptleute.
Ve středověkém Římě existovali tzv. capitani. Viz též Generalkapitän.